# Чарльз Вільям Морріс
Чарльз Вільям Морріс (англ. Charles W. Morris; 1901—1979) — американський філософ, один із засновників семіотики. Ввів термін «прагматика».
Морріс певний час вчився у Вісконсінському університеті, а потім вивчав інженерну справу і психологію в  Північно-Західному університеті, закінчивши його в 1922 році з дипломом бакалавра наук. У тому ж році він вступив в Чиказький університет, де став претендентом докторського ступеня з філософії під керівництвом  Джорджа Герберта Міда. Морріс захистив дисертацію пов'язану з символічними моделями психіки і отримав ступінь доктора філософії Чиказького університету в 1925 році.

## Філософія Морріса
Семіотика (наука про знаки) розглядається Моррісом як метанаука і інструмент наук. Процес формування знака він називає семіозисом, а сам знак структурою, що складається з чотирьох елементів: власне знак, репрезентація знака (знаконосій), означуване поняття (десигнат), інтерпретанта (сенс). Реально існуючий десигнат Морріс називає денотатом.
Морріс розвивав біхевіористичну теорію знаків, прагнучи об'єднати логічний позитивізм, з одного боку, і  біхевіористичний емпіризм і прагматизм, з іншого боку. Основою цього синтезу стала теза про те, що символи співвідносяться 1) з об'єктом, 2) особистістю, і 3) з іншими символами.
Семіотика ділиться на три розділи:
- Семантика - відношення знака до об'єкта (природознавство).
- Синтаксис - відношення знаків між собою (лінгвістика, логіка).
- Прагматика - відношення знака до суб'єкта (психологія).